# Glaucocharis forcipella
Glaucocharis forcipella là một loài bướm đêm trong họ Crambidae.